# Adam de la Halle
Adam de la Halle, también conocido como Adan de la Hale, Adan d’Arras, Adan le Boscu d’Arras, Adam le Bossu (Adam el jorobado) y le boiteux (El Cojo), (Arras, Norte-Paso de Calais, c. 1240 – Nápoles, c. 1287) fue un trovero, puesto que compuso sus obras en lengua de oïl, poeta y músico francés quien terminó con la tradición largamente establecida de escribir poesía y música litúrgica, siendo uno de los fundadores del teatro secular en Francia. Pertenece a la tercera generación de troveros, que desarrolló su trabajo entre 1250 y 1300.

## Vida
No se sabe con certeza la fecha de su nacimiento. Se considera que ocurrió entre 1235 y 1240, señalándose normalmente que tuvo lugar hacia 1237. Los otros apodos de Adam (Le Bossu d'Arras y Adam d'Arras) sugieren que era originario de Arras, Norte-Paso de Calais, Francia. Su padre, Henri de la Halle, fue un conocido ciudadano de Arras. Adam estudió gramática, teología y música en la abadía cisterciense de Vaucelles, cerca de Cambrai. Padre e hijo tomaron parte en las disputas civiles de Arras, y durante un tiempo buscaron refugio en Douai. Adam estaba destinado a la iglesia, pero renunció a ello, casándose con una mujer llamada Marie, quien aparece con reiteración en sus chansons, rondós, motetes y jeux-partis.
Tiempo después, en 1271, fue trovero del Conde de Artois, Roberto II. Más tarde, se unió al séquito de Carlos de Anjou, hermano del rey Luis IX de Francia, al que siguió en su periplo por Egipto, Siria, Palestina e Italia.
Vivió en la corte de este rey, en Nápoles. Se ignora su fecha de fallecimiento, señalándola unos en torno a 1288 en Nápoles y otros en 1306 después de volver a Arras.

## Obra
Su trabajo más conocido es Le jeu de Robin et Marion (Juego de Robin y Marion) (hacia 1275), considerado precursor de la ópera cómica. Lo compuso estando en la corte de Carlos de Anjou, después de ser rey de Nápoles. Se cita como la primera obra musical francesa de tema secular. Este pastoral cuenta cómo Marion resiste a un caballero, y permanece fiel al pastor Roberto; está basado en una vieja chanson, Robin m'aime, Robin m'a. Consiste en un diálogo, interrumpido por estribillos ya existentes en canciones populares. Las melodías de las cuales proviene tienen un carácter folclórico, y son más espontáneas y melodiosas que la música de sus motetes y chansons, que es más elaborada. Esta obra obtuvo un gran éxito, gracias a la vivacidad desbordante de sus protagonistas. Una adaptación realizada por Julien Tiersot fue interpretada en Arras por una compañía de la Ópera cómica de París con ocasión de un festival realizado en 1896 realizado en honor de Adam de la Halle.

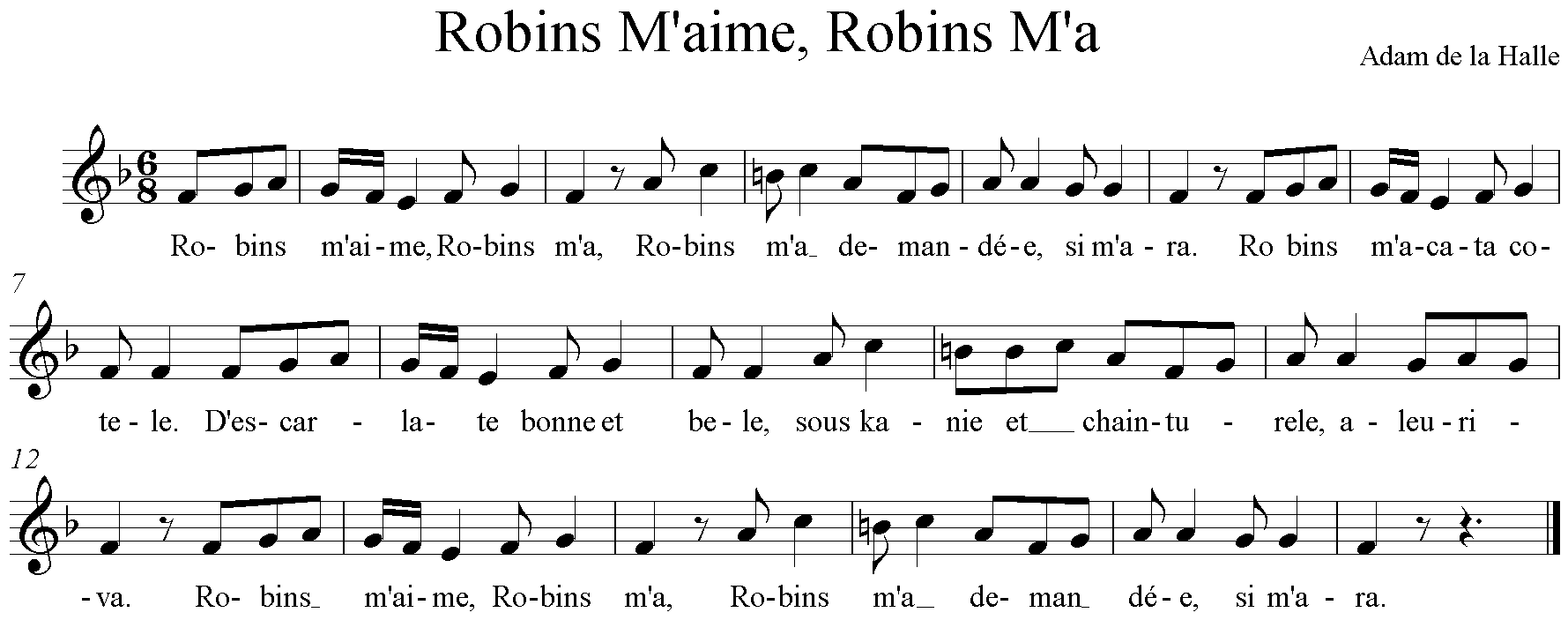
Rondeau del Jeu de Robin et Marion (Edmond de Coussemaker - 1805 - 1876: Œuvres complètes du trouvère Adam de la Halle, 1872).

Le Jeu de la feuillée (Juego de la enramada) es otra pieza suya que se considera igualmente precedente de la ópera cómica. Se señala como fecha de composición en torno al año 1276. Es un drama satírico en el que se representa a sí mismo, a su padre y a los ciudadanos de Arras, cada uno con sus peculiaridades.
Su otro trabajo conocido es la epopeya Chanson du Roi de Sezile (Canción del Rey de Sicilia), una chanson de geste incompleta en honor de Carlos de Anjou, que se considera comenzada en 1282.
Escribió, en total:
- 36 chansons (literalmente, "canciones");
- 46 rondets de carole;
- 18 jeux-partis;
- 14 rondeaux;
- 5 motetes;
- 1 rondeau-virelai;
- 1 ballete;
- 1 dit d'amour;
- 1 congé, o despedida satírica de Arrás.

Algunas veces se le atribuye también la pieza breve Le jeu du pelerin.
Las piezas más pequeñas de Adam están acompañadas por música cuya transcripción en notación moderna, con la notación original, se encuentran en la edición de Coussemaker (Ouvres completes de Adam de la Halle, 1872). 
En cuanto al tipo de música, se trata de un autor polifónico.

### Manuscritos
- La Valliere manuscript (n.º 25.566) es el único manuscrito que contiene toda la obra conocida de Adam y se encuentra en la Biblioteca nacional de Francia, de París, que data de la segunda mitad del siglo XIII.
- El Douce manuscript 308, se encuentra en la Biblioteca Bodleiana, en Oxford contiene muchas de sus piezas. (Edición: Mary Atchinson. The Chansonnier of Oxford Bodleian MS Douce 308: Essays and Complete Edition of Texts. Hants/Vermont: Ashgate Publishing, 2005.)

## Discografía
- 1976 – Music of the Gothic Era. Early Music Consort of London, David Munrow. (Deutsche Grammophon)
- 2004 – Le jeu de Robin et Marion & autres oeuvres. Ensemble Micrologus. (Zig-Zag Territoires)
- 2004 – Zodiac, Ars Nova and Ars Subtilior in the Low Countries and Europe. Capilla Flamenca, Dirk Snellings. (Eufoda)
- 2006 – Adam de la Halle. D'amoureus cuer voel chanter. Les Jardins de Courtoisie. (Zig-Zag Territoires)